# Мудхол (княжество)
Княжество Мудхол — туземное княжество Индии в период британского владычества. Это было одно из бывших княжеств Махараштры, и его столицей был город Мудхол в современном районе Багалкот штата Карнатака в Индии. Последним правителем был Шримант Раджа Бхайравсинхрао Малоджирао Горпаде II. Мудхол присоединился к Индийскому союзу 8 марта 1948 года и в настоящее время является частью штата Карнатака.
Занимая площадь в 508 км² (196 квадратных миль), княжество Мудхол пользовалось доходом, оцениваемым в 20 000 фунтов стерлингов в 1901 году. Согласно переписи 1901 года, население составляло 63 001 человек, а население самого города в том году составляло 8359 человек.

## История
Джагир (поместье) Мудхол было основано около 1400 года. Здесь правит маратхская династия Горпаде. В 1670 году поместье Мудхол стало княжеством. Мудхол стал британским протекторатом в 1819 году. Государственный флаг, называемый «Бавута», представлял собой треугольный триколор из горизонтальных полос, расположенных по порядку сверху: белый, черный и зеленый. Княжество Мудхол было одним из 9-пушечных салютуемых княжеств Британской Индии, расположенных под вершиной Ниранджана.
Последний король княжества Мудхола, Шримант Раджа Бхайравсинхрао Малоджирао Горпаде II, родившийся 15 октября 1929 года и унаследовавший трон 9 ноября 1937 года, был 23-м раджой Мудхола. Он подписал соглашение о вступлении в Индийский союз 8 марта 1948 года. Он погиб в 1984 году в автомобильной катастрофе, оставив единственную дочь без очевидного наследника мужского пола.

## Правители княжества

### Раджи
- 1662—1700: Малоджи Радж Горпаде (? — 1700), сын Мехербана Шриманта Баджи Радж Горпаде Бахадура, вождя Мудхола. После смерти своего отца в 1662 году Малоджи Радж Горпаде был взят под защиту султана Биджапура Али Адиль-Шаха II, который передал ему джагиры отца. Поступил на службу в Биджапур и получил назначение в мансаб из 7000. Отличился во время нападения на Биджапур Мирзы Раджи Джай Сингха из Джайпура. Утвержден в качестве независимого правителя княжества султаном Биджапура Али Адиль-Шахом II, утвержденный в своих семейных владениях императором Аурангзебом после его завоевания Биджапура, поступил на службу к Моголам и отличился при завоевании Голконды и при осаде Джинджи.
- 1700—1734: Сардар Ахаяджи Радж Горпаде (? — 1734), сын предыдущего. Поступил на службу к Великим Моголам и назначен в мансаб из 5000 соваров, служил имперским губернатором Биджапура.
- 1734—1737: Пираджирао Радж Горпаде Бахадур (? — 1737), старший сын предыдущего. Губернатор Биджапура в 1734—1737 годах. Боролся за власть со своим младшим братом Мехербан Шримант Баджирао Горпаде.
- 1737—1805: Малохирао III Радж Горпаде (1710—1805), старший сын предыдущего
- 1805—1816: Нараянрао Радж Горпаде (? — 1816), сын Мехербана Шриманта Говиндрао Радж Горпаде (? — 1763), старшего сына предыдущего
- 1816 — 20 февраля 1818: Говиндрао Радж Горпаде (? — 20 февраля 1818), старший сын предыдущего. Служил маратхскому пешве. и сражался против англичан.
- 20 февраля 1818 — декабрь 1854: Вьянкатрао I Радж Горпаде (? — декабрь 1854), младший брат предыдущего. В 1819 году заключил субсидиарный договор с Британской Ост-Индской компанией.
- Декабрь 1854 — 27 марта 1862: Балвантрао Радж Горпаде (1841 — 27 марта 862), старший сын предыдущего
- 27 марта 1862 — 19 июня 1900: Вьянкатрао II Радж Горпаде («Бала Сахиб») (9 апреля 1861 — 19 июня 1900), старший сын предыдущего. Правил под управлением регентского совета до тех пор, пока не достиг совершеннолетия и не был наделен всеми правящими полномочиями в 1882 году.
- 19 июня 1900 — 9 ноября 1937: Малохирао IV Радж Горпаде («Нана Сахиб») (14 июня 1884 — 14 ноября 1937), второй сын предыдущего. С 1 января 1920 года — сэр Малохирао IV Радж Горпаде. 3 июня 1922 года ему был пожалован наследственный титул раджи. Отрекся от престола в пользу своего старшего сына 9 ноября 1937 года.
- 9 ноября 1937 — 15 августа 1947: Бхайравсинхрао Радж Горпаде (4 октября 1929—1984), третий (младший) сын предыдущего. Правил под регентством своей матери, пока он не достиг совершеннолетия и не был облечен полной властью 10 июля 1947 года. 15 августа 1947 года подписал акт о присоединении к Индийскому союзу. 8 марта 1948 года объединил своё княжество с Бомбейским президентством.
- 20 октября 2006 — настоящее время: Радж Викрамсинха Гуришанкар Горпаде (1986 — 1 мая 2018), «Бала Сахиб» (Сладкий принц).

## Мудхолская гончая
Шриманту Раджесахебу Малоджирао Горпаде, радже Мудхола (1884—1937), приписывают возрождение Мудхольской гончей. Он заметил, что местные племена используют этих собак для охоты. Используя селекционное разведение, он смог восстановить королевскую гончую Мудхола. Во время визита в Англию в начале 1900-х годов махараджа княжества Мудхол подарил королю Великобритании Георгу V пару гончих, которые популяризировали породу Мудхолских гончих.